# Ommatius aridus
Ommatius aridus är en tvåvingeart som beskrevs av Scarbrough 2002. Ommatius aridus ingår i släktet Ommatius och familjen rovflugor. Inga underarter finns listade i Catalogue of Life.